# Kalta Minor

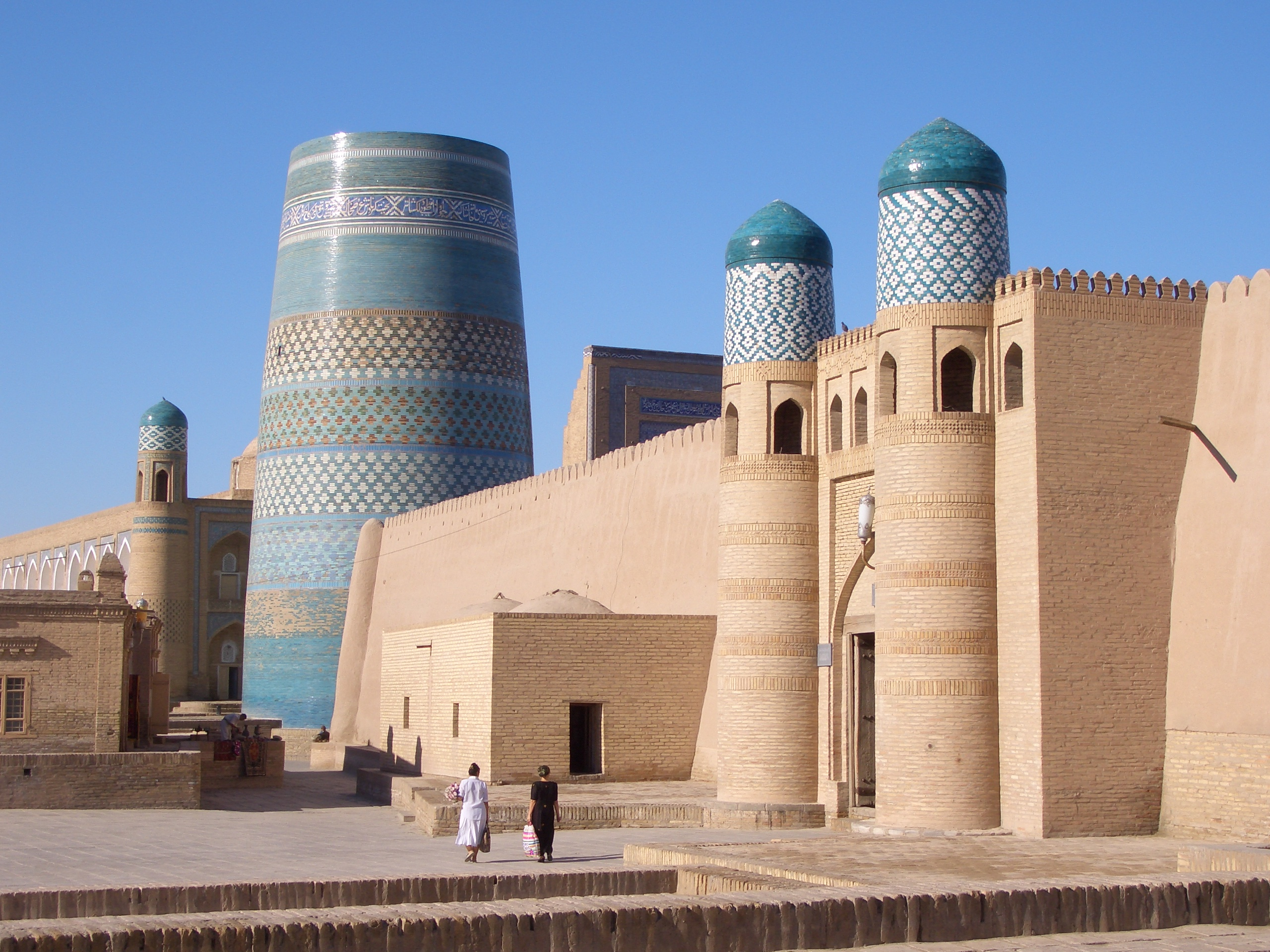
Vue du Kalta Minor

Le minaret Kalta Minor (ou Kaltaminâr), ce qui signifie « minaret court », est un minaret situé à Itchan Kala, quartier fortifié de Khiva en Ouzbékistan qui est inscrit à la liste du patrimoine mondial de l'Unesco en 1990 sous la référence 543.
Il a été construit en 1852-1855.

## Architecture
Le minaret a été construit sur ordre du souverain du khanat de Khiva, Mohammed Amin Khan qui avait l'intention d'en faire le minaret le plus élevé d'Orient. Son diamètre à la base est de 14,2 mètres. Il devait s'élever entre 70  mètres et 80 mètres de hauteur, avec une forme fuselée, le diamètre diminuant au fur et à mesure. Cependant les travaux doivent cesser, alors que le minaret atteint 29 mètres de hauteur. Il est situé du côté est de la médersa Mohammed Amin Khan (devenue aujourd'hui l'hôtel Khiva).
Il est somptueusement recouvert de briques à la glaçure turquoise et de majoliques de la base au sommet, ce qui en fait un exemple unique.

## Historique
Selon l'historien de Khiva, Agakhi, la construction a dû s'interrompre à cause de la mort du khan Mohammed Amin en 1855. La légende affirme que l'émir de Boukhara, ayant appris que le khan de Khiva faisait construire un minaret de telles proportions, voulait aussi en faire construire un tout aussi unique à Boukhara. Il aurait donc commandé au maître d'œuvre de Khiva de se rendre à Boukhara après la construction du premier minaret. Mais le khan de Khiva aurait eu vent de l'affaire et ordonna de faire tuer le maître d'œuvre dès que le minaret aurait été terminé. L'architecte, ayant été mis au courant, s'enfuit aussitôt, en laissant les travaux inachevés.
En réalité, les travaux s'interrompent car le minaret se serait effondré s'il avait été encore élevé.